# سعید ابوطالب
سعید ابوطالب (زادهٔ ۳ آذر ۱۳۴۸) فیلم‌ساز، مستندساز و سیاست‌مدار ایرانی است. او از اصولگرایان مستقل است و نماینده مردم تهران در مجلس هفتم شورای اسلامی بود.
او پس از حمله آمریکا به عراق در راس یک گروه فیلمبرداری به این کشور رفت و همراه یکی دیگر از اعضای گروه، توسط نیروهای آمریکایی بازداشت شد که حدود چهار ماه طول کشید و پس از آزادی و بازگشت به ایران به عنوان چهره فرهنگی اصولگرا معرفی شده و به کرسی نمایندگی مجلس رسید.

## در مجلس هفتم
او که عضو کمیسیون فرهنگی مجلس بود، طرح استفاده مدیریت‌شده از ماهواره را در مجلس دنبال می‌کرد که طبق این طرح «سازمان صدا و سیما موظف است حداکثر تا شش ماه، با راه‌اندازی حداقل سه شبکه تلویزیونی با گستره کشوری، نسبت به دریافت و پخش هم‌زمان آن دسته از برنامه‌های شبکه‌های ماهواره‌ای که مغایر با ارزش‌ها و مبانی فرهنگ اسلامی و ملی نباشد، اقدام نماید.» او رئیس و سخنگوی کمیته هنر و رسانه کمیسیون فرهنگی مجلس نیز بود
وی در مجلس هفتم همراه با سید محمود مدنی و عماد افروغ در مقابله با بداخلاقی‌های اصولگرایان و جبهه پایداری اقدام به تأسیس حزب اصول گرایان مستقل در مجلس نمود. اما پس از کارشکنی‌ها توهین و مخالفت حداد عادل حزب ادامه حیات نداد و از میان رفت.
به گفته امین علم الهدی، ابوطالب مانند محمد خوش چهره، در انتخابات مجلس هشتم به خاطر نقدهای تند خود از راه یافتن به دوره بعدی مجلس بازماند.

## فیلم‌ها
- اقلیت و اکثریت: فیلمی دربارهٔ مجلس شورای اسلامی که در ایران مجوز پخش گرفت. روزنامه کیهان آن را شدیداً نقد کرد و بی‌بی‌سی در مقاله خود اضافه کرد احتمال دارد این فیلم تبلیغی برای ایران باشد.[۲][۸]
- رقص فقر[۹]
- مستند مسابقه دستم را بگیر[۱۰]

## مجموعه‌ها
- رالی ایرانی ۱ (نویسنده و سازنده)
- رالی ایرانی ۲ (تهیه‌کننده)[۱۱][۱۲]
- سرزمین دانایی
- شام ایرانی[۱۳][۱۴]
- شب‌های مافیا (۱۳۹۹–۱۴۰۱)[۱۵]
- رئالیتی شو پدرخوانده( سال ۱۴۰۲ - ۱۴۰۱) کارگردان تهیه‌کننده
- مسابقه ۷۷ ساعت[۱۶][۱۷]
- ارتش سری
- مستند مسابقه هفت شهر عشق
- ضد
- رئالیتی شو پدرخوانده
- کتاب قانون

## اظهارات سیاسی
او در انتخابات ریاست جمهوری ایران (۱۳۸۸) اعلام کرد «جبهه اصولگرایان حامی میرحسین» تشکیل شده است. او در مصاحبه‌ای گفت «بیان شعارهایی علیه «اصل ولایت فقیه» و «حمایت از آرمان فلسطین» و شعار «نه شرقی نه غربی جمهوری ایرانی» از اعتراضات انتخاباتی جدا هستند و باید با عوامل آن برخورد شود» «نظریه جامع ولایت فقیه، مبتنی بر پشتوانه و تجارب تاریخی و علمی امام بر پایه صدها سال مبارزه فقهی و مجاهدت عالمان و مجاهدان شیعه است» «مردم در نهم دی نشان دادند که اگر کسی در برابر دینشان بایستد، در برابر تمام دنیایش می‌ایستند» «برخی به راحتی کسانی را که در کنار امام حضور داشته و الان نیز با همه وجود، پای رهبری و اصل ولایت فقیه ایستاده‌اند، به خوراندن جام زهر متهم می‌کنند.»